# Розанная узкотелая златка
Розанная узкотелая златка, или смородинная узкотелая златка (лат. Agrilus cuprescens), — вид жуков-златок. 
Длина тела взрослых насекомых (имаго) 4,5—6 мм, согласно другому источнику 5,9—7,0 мм. Тело зеленовато-бронзовое или медно-красное, редко бронзово-чёрное., согласно другому источнику металлический оттенок латунный, светло-бронзовый, бронзовый, реже жуки медного цвета или тёмно-бронзовые с узкой пришовной полоской из светлых блестящих волосковидных чешуек в вершинной трети надкрылий. 
Вредит розам, шиповнику, ежевике и смородине. Лёт жуков в середине-конце мая; жуки питаются листьями роз и шиповника.
Вызывает полное усыхание как отдельных ветвей, так и кустов. Личинка проникает под кору из-под колпачка сделанного самкой, не выходя наружу. Сначала она, как правило, прокладывает во флоэме небольшой продольный ход, а затем начинает делать поперечные ходы-витки вокруг ветви на границе тканей флоэмы и ксилемы. Над местом кольцевых ходов образуется сильное утолщение — галл. Форма галла может быть различной — от шарообразной до грушевидной, встречаются галлы плывучие или переходящие один в другой. Зимует личинка в паренхимной ткани. Поврежденные ветви отстают в росте (обычно они в 2 раза короче здоровых), при сгибании легко обламываются. На поврежденных ветвях фотосинтетический аппарат резко деградирует, размеры листовых пластинок уменьшаются в 1,5—2 раза. На второй-третий год после образования галла ветвь полностью усыхает.
Меры борьбы: поражённые златками побеги роз обрезают до здоровой ткани и сжигают.

## Классификация
Выделяют 3 подвида:
- Agrilus cuprescens amethystopterus Semenov, 1890
- Agrilus cuprescens chrysoderes Abeille de Perrin, 1891
- Agrilus cuprescens cuprescens (Ménétriés, 1832)